# Studienseminar Albertinum
Das Studienseminar Albertinum ist eine kirchliche Stiftung öffentlichen Rechtes unter Aufsicht der Erzdiözese München und Freising. Sie dient dem Unterhalt des gleichnamigen Tagesheims im Münchner Stadtbezirk Sendling-Westpark. Die naheliegenden Schulen sind das Ludwigs- und das Erasmus-Grasser-Gymnasium. 
Seit 2015 ist dem Studienseminar auch ein Schulhort für Grundschulkinder angegliedert.

## Geschichte
Der bayerische Herzog Albrecht V. (1553–1579) gründete 1574 die Domus Gregoriana unter der Leitung des Jesuitenordens, um ihm eine Vormachtstellung in der schulischen Bildung zu geben, die er bis zur Mitte des 17. Jahrhunderts innehatte. „Die Unterweisung von Kindern und einfachen Menschen im Christentum“ sollte einer erweiterten Volksschicht eine höhere Schulbildung ermöglichen. Nach wenigen Jahrzehnten wechselte der Name inoffiziell nach dem Gründer zu Albertinum. Nach dem Verbot der Jesuiten 1773 übernahmen Augustinerchorherren und Benediktiner das Haus.
Seit der Säkularisation in Bayern leiteten das Albertinum weltliche Priester unter der Stiftungsaufsicht der „allerhöchsten Schulkuratel“ des Königreiches Bayern. Unter Leitung von Benedikt von Holland wurde das Haus um das Jahr 1810 in „Königliches Erziehungsinstitut für Studierende in München“ umbenannt, inoffiziell auch Hollandeum genannt. 1806 wurde es von seinem Gründungsort in der Neuhauser Gasse in die Gebäude der Karmelitenkirche in die Karmeliterstraße umgesiedelt, wo es bis zur Zerstörung durch alliierte Bomber am 25. April 1944 blieb. Zwischenzeitlich war 1905 das Königliche Erziehungsinstitut in „Albertinum“ offiziell umbenannt worden. 
Dank der Verbindung zur Familie der Wittelsbacher stellte diese nach dem Krieg ihr Schloss Tegernsee in Tegernsee zur Verfügung. Im Sommer 1950 konnte der Betrieb des Internats dort wieder aufgenommen werden.
In München entstand ab dem 16. Juli 1963 durch Prinz Franz von Bayern ein neues Heim, das im Schuljahr 1964/65 mit 150 katholischen Schülern wieder seinen Betrieb in München aufnahm. Es lag am damaligen südwestlichen Rand der Stadt auf einem Teilgrundstück der ehemaligen Heilanstalt Neufriedenheim. Eine Generalsanierung (1990) des Hauses brachte eine wesentliche Modernisierung und Erweiterung. Das Albertinum nahm nicht mehr nur männliche, katholische Schüler auf, sondern auch nicht-katholische Kinder und Jugendliche, im Tagesheim werden seither auch Mädchen aufgenommen.  Schließlich wurde das Internat im Jahr 1994 aufgelöst und ein reines Tagesheim geführt. Zugleich wechselte die Stiftungsaufsicht von einer staatlich verwalteten Stiftung (unter Aufsicht der Regierung von Oberbayern) in eine kirchliche Stiftung öffentlichen Rechtes unter Aufsicht der Erzdiözese München und Freising. Nach über 50 Jahren gab Herzog Franz von Bayern Ende 2013 seine Mitgliedschaft im Kuratorium ab und überließ seinen Platz und seine Aufgaben Prinzessin Beatrix von Bayern.
Im Frühjahr 2015 eröffnete das Albertinum einen Schulhort mit 125 Plätzen für Grundschulkinder.

## Weblink
- http://www.albertinum-online.de